# La balorda
La balorda (1972) è il terzo LP di Ivan Della Mea, pubblicato dall'etichetta discografica I dischi dello Zodiaco.

## Tracce
1. La balorda – 12:36
2. Caporetto '17 – 5:16
3. Ballata per Ciriaco Saldutto – 5:08
4. Crepa – 4:11
5. La..... – 3:28
6. Scarpe rotte – 5:31

Durata totale: 36:10